# Manhattan (film)
Manhattan è un film del 1979 scritto, diretto e interpretato da Woody Allen.
Presentato fuori concorso al 32º Festival di Cannes, è stato inserito dall'American Film Institute al quarantaseiesimo posto nell'AFI's 100 Years... 100 Laughs del 2000. Nel 2001 è stato scelto per la conservazione nel National Film Registry della Biblioteca del Congresso degli Stati Uniti.

## Trama
(Woody Allen nel monologo iniziale del film)
Isaac "Ike" Davis è uno sceneggiatore televisivo di 42 anni che vive a Manhattan, ma odia il suo lavoro e sogna di scrivere un romanzo ambientato proprio nella sua città. La sua ex moglie, Jill, lo ha lasciato per andare a vivere con una donna e sta scrivendo un libro in cui vuole raccontare ogni particolare intimo della loro relazione mentre lui cerca di convincerla, invano, a non pubblicarlo.
All’inizio Isaac ha una relazione con una studentessa di 17 anni, Tracy, che ha ricevuto una borsa di studio a Londra per studiare recitazione e gli chiede di andarci con lei. Isaac però, non è convinto che la loro relazione possa durare e la incita a frequentare ragazzi della sua età. 
Nel frattempo, il suo amico e collega Yale, sposato, è coinvolto in una relazione extraconiugale con una donna sofisticata e intellettuale, Mary. Yale presenta Mary a Isaac, che inizialmente la trova piuttosto snob e pretenziosa.
Quando Yale tronca la relazione con Mary, Isaac comincia a uscire con lei, lasciando Tracy triste e amareggiata. Isaac e Mary vanno a convivere, ma la relazione non è del tutto stabile.
Qualche mese dopo, Mary informa Isaac che ha intenzione di lasciarlo, poiché sta ricominciando a frequentare Yale, che ha ormai deciso di lasciare sua moglie. Riflettendo, Isaac si rende conto di quanto gli manchi Tracy e corre a casa sua, incontrandola mentre si sta accingendo alla partenza per Londra. Le chiede di restare a New York, ma lei decide di partire, sapendo quanto importante sia quell'occasione per il proprio futuro, e chiede ad Isaac di attendere con fiducia il suo ritorno, che avverrà dopo sei mesi.

## Produzione

### Sviluppo
Secondo quanto dichiarato dallo stesso Allen, l'idea per Manhattan gli venne dal suo amore per la musica di George Gershwin.
L'attrice Stacey Nelkin raccontò a posteriori che Manhattan era basato sulla relazione sentimentale da lei avuta con Woody Allen negli anni precedenti la stesura del film e che in particolare il personaggio di Tracy, interpretato sullo schermo da una giovane Mariel Hemingway, era a lei ispirato. La sua piccola parte in Io e Annie venne tagliata in fase di montaggio. La loro relazione era iniziata quando lei aveva 17 anni ed era una studentessa alla Stuyvesant High School di New York. Allen non rese pubblica la loro relazione fino al 2014.
Nel film Jill Davis (interpretata da Meryl Streep) pubblica un libro denigratorio nei confronti dell'ex marito Isaac (impersonato da Woody Allen). Nella realtà, dopo la burrascosa separazione tra Mia Farrow e lo stesso Woody Allen, nel 1997 l'attrice diede alle stampe un'autobiografia (What Falls Away: A Memoir, in italiano: Quel che si perde: Memorie) che descriveva in modo molto critico la relazione con il regista newyorkese.

### Riprese
Allen parlò con il direttore della fotografia, Gordon Willis, di quanto sarebbe stato divertente girare un film in bianco e nero, su schermo panoramico, in modo da rendere al cinema la stessa città di New York la protagonista del film, come fosse uno dei personaggi della storia. Allen decise di girare il film in bianco e nero perché così erano i film che vedeva da bambino: «Forse è una reminiscenza di vecchie fotografie, film, libri e tutto quel genere di cose. Ma è così che mi ricordo New York». In Manhattan, Allen pensò di essere pienamente riuscito, insieme a Gordon Willis, a mostrare la città in tutto il suo splendore "oscuro": «Quando la vedi sul grande schermo, è veramente decadente». Nella scena del cocktail sembra di vedere Mia Farrow; in realtà si tratta di sua sorella: Tisa Farrow.

## Colonna sonora
La colonna sonora di Manhattan, formata da brani composti da George Gershwin, è eseguita dalla New York Philharmonic diretta da Zubin Mehta e dalla Buffalo Philharmonic Orchestra diretta da Michael Tilson Thomas, venne pubblicata per la prima volta nel 1979 dalla CBS e dalla Columbia nei formati CD (solo in Giappone), LP e musicassetta.

### Tracce
1. Rhapsody in Blue
2. Land of the Gay Caballero
3. Someone to Watch Over Me - Buffalo Philharmonic
4. I've Got a Crush on You
5. Do-Do-Do
6. Mine
7. He Loves and She Loves Me - Buffalo Philharmonic
8. Bronco Busters
9. Oh, Lady Be Good
10. 'S Wonderful
11. Love Is Here To Stay
12. Sweet and Low Down
13. Blue, Blue, Blue
14. Embraceable You
15. He Loves and She Loves Me
16. Love is Sweeping the Country/Land of the Gay Caballero
17. Strike Up the Band
18. But Not for Me - Buffalo Philharmonic

## Accoglienza

### Incassi
In Italia, con un incasso di oltre sei miliardi di lire, fu il terzo maggior successo della stagione 1979-80, dietro Kramer contro Kramer e Qua la mano.

### Critica
Scritto da Woody Allen e Marshall Brickman, Manhattan fonde la violenta passione di Interiors e la satira matura di Io e Annie, riuscendo a creare una sintesi di dramma e di commedia, come lo stesso Allen ha affermato. Si alternano e si fondono tenerezza e ironia in una prova convincente di un intellettuale infelice, un uomo complicato e un artista sicuro.
Il film è stato accolto molto positivamente dalla critica cinematografica. Sull'aggregatore di recensioni Rotten Tomatoes ha un indice di gradimento del 94% basato su 68 recensioni, con un voto medio di 8,5 su 10.

## Riconoscimenti
- 1980 - Premio Oscar
  - Candidatura Migliore attrice non protagonista a Mariel Hemingway
  - Candidatura Miglior sceneggiatura originale a Woody Allen e Marshall Brickman
- 1980 - Golden Globe
  - Candidatura Miglior film drammatico
- 1980 - Premio BAFTA
  - Miglior film
  - Migliore sceneggiatura a Woody Allen e Marshall Brickman
  - Candidatura Miglior regia a Woody Allen
  - Candidatura Miglior attore protagonista a Woody Allen
  - Candidatura Miglior attrice protagonista a Diane Keaton
  - Candidatura Miglior attrice non protagonista a Mariel Hemingway
  - Candidatura Miglior attrice non protagonista a Meryl Streep
  - Candidatura Miglior fotografia a Gordon Willis
  - Candidatura Miglior montaggio a Susan E. Morse
  - Candidatura Miglior sonoro a James Sabat, Dan Sable e Jack Higgins
- 1980 - Premio César
  - Miglior film straniero a Woody Allen
- 1980 - Nastro d'argento
  - Regista del Miglior film straniero a Woody Allen
- 1979 - National Board of Review Awards
  - Miglior film
  - Migliori dieci film
  - Miglior attrice non protagonista a Meryl Streep
- 1981 - Awards of the Japanese Academy
  - Candidatura Miglior film straniero
- 1979 - New York Film Critics Circle Awards
  - Miglior regia a Woody Allen
  - Candidatura Miglior film
  - Candidatura Miglior sceneggiatura a Woody Allen
- 1980 - Premio Bodil
  - Miglior film non europeo a Woody Allen
- 1980 - DGA Award
  - Candidatura Miglior regia a Woody Allen
- 1980 - Fotogramma d'argento
  - Miglior film straniero a Woody Allen
- 1981 - Fotogramma d'argento
  - Candidatura Miglior attrice straniera a Meryl Streep
- 1979 - Los Angeles Film Critics Association Award
  - Miglior attrice non protagonista a Meryl Streep
- 1980 - National Society of Film Critics Awards
  - Miglior regia a Woody Allen
  - Miglior attrice non protagonista a Meryl Streep
  - Candidatura Miglior film
  - Candidatura Miglior attrice protagonista a Diane Keaton
  - Candidatura Miglior sceneggiatura a Marshall Brickman e Woody Allen
  - Candidatura Miglior fotografia a Gordon Willis
- 1980 - WGA Award
  - Candidatura Miglior sceneggiatura originale a Woody Allen e Marshall Brickman
- 1980 - Young Artist Awards
  - Candidatura Miglior attrice giovane a Mariel Hemingway
- 1980 - Sant Jordi Awards
  - Candidatura Miglior film straniero a Woody Allen
- 1981 - Guild of German Art House Cinemas
  - Miglior film straniero a Woody Allen